# Чигозі Обіома
Чигозі Обіома (англ. Chigozie Obioma) — нігерійський прозаїк та професор, який викладає літературу та креативне письмо в Університеті Небраски-Лінкольна. Насамперед відомий як автор роману «Рибалки», сімейної драми про чотирьох братів. Американська газета «Нью-Йорк Таймз» назвала його «наступником Чинуа Ачебе». 2015 року Чигозі Обіома увійшов до списку «100 світових мислителів» за версією журналу «Форін Полісі».

## Біографія
Народився 1986 року у місті Акуре, Нігерія. Виховувся у сім'ї ігбоського походження з дванадцятьма дітьми (семеро братів та четверо сестер), які у повсякденному житті розмовляли мовами йоруба, ігбо та англійською. У дитинстві захоплювався грецькою міфологією та британськими майстрами пера, зокрема Шекспіром, Джоном Мілтоном та Джоном Браяном. Серед африканських письменників йому подобались твори Воле Шоїнка («Випробування братів Джеро»), Кипріана Еквенсі («Африканські нічні розваги»), Камара Лей («Африканське дитя»), Д. О. Фагунва («Хоробрий мисливець у лісі демонів»), яких Чигозі читав в оригіналі — мовою йоруба. За словами Чигозі, на його творчість також вплинули такі твори: «П'яниця пальмового вина» Амоса Тутуволи за його глибину уяви, «Тесс із роду д'Ербервіллів» Томаса Гарді за його витонченість та інтелект, «Бог Дрібниць» Арундаті Рой та «Лоліта» Володимира Набокова за їхню потужну прозу, «Стріла Бога» Чинуа Ачебе за його укоріненість у культурі та філософії ігбо.
Навчаючись в Кіпрському міжнародному університеті, 2009 року Чигозі Обіома розпочав роботу над своїм дебютним романом «Рибалки». За словами самого письменника, твір не тільки присвячено його братам, але й написано заради того, щоб «зобразити портрет Нігерії у фундаментальний момент її історії (анулювання президентських виборів 1993 року), і у такий спосіб зруйнувати та розтлумачити ідеологічні вибоїни, які ускладнюють розвиток нації навіть сьогодні» . Ідея роману виникла завдяки роздумам про дитинство його батька, який мав двох старших братів і весь час пебебував з ними у стані суперництва, яке часто переростало у бійку. Розглянувши найгірші варіанти розвитку подій під час таких бійок, Обіозі вигадав сім'ю Агву та ввів у розповідь божевільного Абулу, який посприяв конфлікту між братами. Також у романі помітне зображення соціально-політичного становища Нігерії: божевільний пророк уособлює Британію, а раципієнтами візії стає народ Нігерії (три найбільші плем'я об'єднуються для створення єдиної нації).
Обіома закінчив роман «Рибалки» 2012 року, живучи в арт-резиденції Міжнародного мистецького центру Омі. Роман перекладено двадцятьма сімома мовами світу та нагороджено низкою премій. Невдовзі Обіома також здобув магістерський ступінь з креативного письма в Мічиганському університеті та став лауреатом премії Гопвуд у галузі фантастичної літератури (2013) та поезії (2014).
На січень 2019 року заплановано вихід другого роману письменника — «Оркестр меншин» (англ. An Orchestra of Minorities)., що має стосунок до фентезі.

## Переклади українською
- Чігозі Обіома. Гора між нами. — Х. : КСД, 2017. — 304 с. — ISBN 978-617-12-3873-2.